# Monterrei (vino)
Monterrei es una de las cinco denominaciones de origen de vinos que existen en Galicia. La zona de producción se extiende a lo largo del valle del río Támega, con una superficie ligeramente inferior a las 700 hectáreas, repartidos entre los municipios de Castrelo do Val, Monterrey, Oímbra, Riós, Vilardevós y Verín. Hay otras 13000 hectáreas que también se dedican al cultivo de la vid en esta región, pero están excluidas de la propia D.O. Monterrei. Las 14 bodegas, que dan trabajo a más de 500 trabajadores de la zona, producen cerca de 800 000 litros de vino al año.
Esta denominación obtuvo su registro ante la Unión Europea el 15 de noviembre de 1996. También cuenta con registro ante la Organización Mundial de la Propiedad Intelectual desde 22 de junio de 2021.

## Variedades de uva
Las variedades de uva que encontramos en la D.O. Monterrei son:
- Uva blanca preferente: Godello, Dona Branca, Treixadura.
- Uva tinta preferente: Mencía, Merenzao.
- Uva blanca autorizada: Albariño, Branca de Monterrei, Caíño Branco y Loureira.
- Uva tinta autorizada: Araúxa, Caíño tinto y Sousón.

## Bodegas DO Monterrei
La DO Monterrei contiene 27 bodegas adscritas, entre las que se incluyen algunas de cosechero y otras industriales:
- Bodegas de cosechero: Bodegas Triay, Bodegas Madrevella, Castro de Lobarzán, José Luis Gómez Ibáñez, José Antonio da Silva Pereira, José Luis Mateo García, O Cabildo, Terrae Monterrei, Manuel Guerra Justo, Concepción Paradela Martínez, Bodega Tabú, Adega Trasdovento, Fausto Rivero Pardo, Manuel Vázquez Losada, Francisco Pérez Diéguez.

- Bodegas industriales: Bodegas Ladairo, Bodega Pazos del Rey, Adegas Pazo das Tapias, Gargalo, Crego e Monaguillo, Quinta do Buble, Terras do Cigarrón, Pazo Blanco Núñez, Fragas do Lecer, Pazo de Valdeconde, Franco Basalo, Bodegas Alba Al-Bar.